# F3 europea 2016
Il Campionato europeo FIA di Formula 3 2016 è stata la quinta edizione di questo campionato, erede del campionato europeo di F3 disputato tra il 1975 e il 1984, in forma di serie di gare, e proseguito poi, fino al 2002, con la formula della gara unica. Il campionato è stato vinto da Lance Stroll e dalla Prema Powerteam, mentre tra i rookie ha prevalso Joel Eriksson.
Il 2016 è stata l'ultima stagione nella quale fu presente lo chassis Dallara F312, che debuttò nella stagione 2012, dato che un nuovo pacchetto sarebbe stato introdotto nel 2017.

## Team e piloti
I seguenti team e piloti hanno partecipato alla stagione 2016:
| Team                        | Vettura  | Motore     | N. | Pilota              | Stato | Round  |
| --------------------------- | -------- | ---------- | -- | ------------------- | ----- | ------ |
| Prema Powerteam             | F316/002 | Mercedes   | 1  | Lance Stroll        |       | Tutti  |
| Prema Powerteam             | F314/015 | Mercedes   | 2  | Nick Cassidy        |       | Tutti  |
| Prema Powerteam             | F315/005 | Mercedes   | 16 | Ralf Aron           | R     | Tutti  |
| Prema Powerteam             | F315/006 | Mercedes   | 17 | Maximilian Günther  |       | Tutti  |
| Carlin Motorsport           | F316/014 | Volkswagen | 3  | Ryan Tveter         |       | 1–7    |
| Carlin Motorsport           | F312/004 | Volkswagen | 3  | Dan Ticktum         | R G   | 10     |
| Carlin Motorsport           | F315/016 | Volkswagen | 4  | Alessio Lorandi     |       | 1–7    |
| Carlin Motorsport           | F312/010 | Volkswagen | 4  | Lando Norris        | R G   | 10     |
| Carlin Motorsport           | F314/020 | Volkswagen | 18 | Zhi Cong Li         |       | 1–4    |
| Carlin Motorsport           | F314/020 | Volkswagen | 18 | William Buller      |       | 5      |
| Carlin Motorsport           | F312/040 | Volkswagen | 18 | Jake Hughes         |       | 10     |
| Carlin Motorsport           | F315/001 | Volkswagen | 19 | Raoul Hyman         |       | 1      |
| Carlin Motorsport           | F315/001 | Volkswagen | 19 | Weiron Tan          |       | 4, 6–7 |
| Van Amersfoort Racing       | F316/010 | Mercedes   | 5  | Pedro Piquet        |       | Tutti  |
| Van Amersfoort Racing       | F316/017 | Mercedes   | 6  | Callum Ilott        |       | Tutti  |
| Van Amersfoort Racing       | F316/001 | Mercedes   | 20 | Harrison Newey      | R     | Tutti  |
| Van Amersfoort Racing       | F312/052 | Mercedes   | 21 | Anthoine Hubert     | R     | Tutti  |
| kfzteile24 Mücke Motorsport | F316/007 | Mercedes   | 7  | Mikkel Jensen       |       | Tutti  |
| kfzteile24 Mücke Motorsport | F316/012 | Mercedes   | 8  | David Beckmann      | R     | 3–10   |
| Motopark                    | F316/020 | Volkswagen | 9  | Sérgio Sette Câmara |       | Tutti  |
| Motopark                    | F315/003 | Volkswagen | 10 | Niko Kari           | R     | Tutti  |
| Motopark                    | F315/007 | Volkswagen | 22 | Joel Eriksson       | R     | Tutti  |
| Motopark                    | F314/016 | Volkswagen | 23 | Guanyu Zhou         | R     | Tutti  |
| Hitech Grand Prix           | F316/018 | Mercedes   | 11 | Nikita Mazepin      | R     | Tutti  |
| Hitech Grand Prix           | F315/010 | Mercedes   | 12 | George Russell      |       | Tutti  |
| Hitech Grand Prix           | F316/022 | Mercedes   | 24 | Ben Barnicoat       | R     | Tutti  |
| Hitech Grand Prix           | F315/009 | Mercedes   | 25 | Alexander Sims      | G     | 10     |
| Threebond with T-Sport      | F314/019 | NBE        | 14 | Arjun Maini         |       | 2–4    |
| Threebond with T-Sport      | F316/008 | NBE        | 14 | Wing Chung Chang    |       | 9–10   |
| Threebond with T-Sport      | F316/008 | Threebond  | 15 | Arjun Maini         |       | 1      |
| Threebond with T-Sport      | F314/019 | Threebond  | 15 | Ukyo Sasahara       | R     | 7, 9   |

| Icona | Legenda                                |
| ----- | -------------------------------------- |
| R     | Rookie Cup                             |
| G     | Pilota ospite (non può ottenere punti) |

### Nuovi piloti

#### Entra nella FIA Formula 3 europea
- Ralf Aron, campione F4 italiana (2015), entra con Prema Powerteam.
- Ben Barnicoat, 4° nell'Eurocup Formula Renault 2.0 (2015), entra con HitechGP.
- David Beckmann, ha gareggiato in ADAC Formula 4 (2015), entra con Mücke Motorsport.
- Nick Cassidy, ha gareggiato per 2 round con Prema Powerteam nella stagione 2015, nella stagione 2016 ha un contratto full-time.
- Joel Eriksson, ha debuttato in ADAC Formula 4 (2015), entra con Motopark.
- Anthoine Hubert, 5° in Eurocup Formula Renault 2.0 (2015), entra con Van Amersfoort Racing.
- Niko Kari, campione SMP F4 (2015) e Red Bull Junior driver, entra con Motopark.
- Nikita Mazepin, entra con HitechGP.
- Harrison Newey, figlio di Adrian Newey, ha debuttato in Formula 4 BRDC (2015), entra con Van Amersfoort Racing.
- Pedro Piquet, figlio del 3 volte campione del mondo Nelson Piquet e 2 volte campione di Formula 3 Brasile, entra con Van Amersfoort Racing.
- Guanyu Zhou, ha debuttato in F4 italiana (2015), entra con Motopark.

### Variazioni nei team
- Maximilian Günther, ha gareggiato per Mücke Motorsport per la maggior parte del 2015 per poi passare in Prema Powerteam negli ultimi round, resta in Prema nel 2016.
- Raoul Hyman passa da Team West-Tec F3 a Carlin.
- Callum Ilott, che ha gareggiato per Carlin nel 2015,  passa a Van Amersfoort Racing.
- Zhi Cong Li passa da Fortec Motorsports a Carlin.
- Alessio Lorandi, che ha gareggiato per Van Amersfoort in 2015, passa a Carlin.
- Arjun Maini, passa da Van Amersfoort Racing a T-Sport.
- George Russell, che ha gareggiato per Carlin nel 2015, passa ad HitechGP.

### Ritiro dalla Formula 3
- Jake Dennis, Tatiana Calderón e Santino Ferrucci, arrivati rispettivamente 3°, 27° e 11° nella stagione del 2015, passano alla GP3 con Arden International e DAMS.
- Charles Leclerc e Alexander Albon, arrivati rispettivamente 4° e 7° nel 2015, lasciano la F3 per competere in GP3 con ART Grand Prix.
- Antonio Giovinazzi, debuttante nel 2015, passa in GP2 con Prema Powerteam.
- Pietro Fittipaldi, arrivato 17° nel 2015, passa in Formula V8 3.5 con Fortec.
- Al campione del 2015 Felix Rosenqvist viene impedito di partecipare alla stagione a causa di una nuova regola, secondo la quale un pilota non può mantenersi nella stessa categoria per più di 3 anni. Parteciperà all'Indy Lights con Belardi Auto Racing.

### Cambio di team
- Dopo 2 comparse nella stagione del 2015, HitechGP ritorna a tempo pieno nella categoria in collaborazione con ART Grand Prix.
- Si ritirano Double R Racing, Signature Team, EuroInternational, Team West-Tec e Artline Engineering.

## Calendario
Il 2 dicembre del 2015 viene presentato un calendario provvisorio da 10 gare.
| R. | RN | Circuito                                     | Data         | Supporto                                        |
| -- | -- | -------------------------------------------- | ------------ | ----------------------------------------------- |
| 1  | 1  | Circuito Paul Ricard, Le Castellet           | 2 aprile     | WTCC 2016                                       |
| 1  | 2  | Circuito Paul Ricard, Le Castellet           | 2 aprile     | WTCC 2016                                       |
| 1  | 3  | Circuito Paul Ricard, Le Castellet           | 3 April      | WTCC 2016                                       |
| 2  | 4  | Hungaroring, Mogyoród                        | 23 aprile    | WTCC 2016                                       |
| 2  | 5  | Hungaroring, Mogyoród                        | 23 aprile    | WTCC 2016                                       |
| 2  | 6  | Hungaroring, Mogyoród                        | 24 April     | WTCC 2016                                       |
| 3  | 7  | Circuito di Pau-Ville, Pau                   | 14 maggio    | Gran Premio di Pau                              |
| 3  | 8  | Circuito di Pau-Ville, Pau                   | 14 maggio    | Gran Premio di Pau                              |
| 3  | 9  | Circuito di Pau-Ville, Pau                   | 15 May       | Gran Premio di Pau                              |
| 4  | 10 | Red Bull Ring, Spielberg                     | 21 maggio    | Deutsche Tourenwagen Masters 2016               |
| 4  | 11 | Red Bull Ring, Spielberg                     | 21 maggio    | Deutsche Tourenwagen Masters 2016               |
| 4  | 12 | Red Bull Ring, Spielberg                     | 22 May       | Deutsche Tourenwagen Masters 2016               |
| 5  | 13 | Norisring, Norimberga                        | 25 giugno    | Deutsche Tourenwagen Masters 2016               |
| 5  | 14 | Norisring, Norimberga                        | 25 giugno    | Deutsche Tourenwagen Masters 2016               |
| 5  | 15 | Norisring, Norimberga                        | 26 June      | Deutsche Tourenwagen Masters 2016               |
| 6  | 16 | Circuito di Zandvoort, Zandvoort             | 16 luglio    | Deutsche Tourenwagen Masters 2016               |
| 6  | 17 | Circuito di Zandvoort, Zandvoort             | 16 luglio    | Deutsche Tourenwagen Masters 2016               |
| 6  | 18 | Circuito di Zandvoort, Zandvoort             | 17 July      | Deutsche Tourenwagen Masters 2016               |
| 7  | 19 | Circuito di Spa-Francorchamps, Francorchamps | 29 luglio    | 24 Ore di Spa Blancpain GT Series Endurance Cup |
| 7  | 20 | Circuito di Spa-Francorchamps, Francorchamps | 29 luglio    | 24 Ore di Spa Blancpain GT Series Endurance Cup |
| 7  | 21 | Circuito di Spa-Francorchamps, Francorchamps | 30 July      | 24 Ore di Spa Blancpain GT Series Endurance Cup |
| 8  | 22 | Nürburgring, Rhineland-Palatinate            | 10 settembre | Deutsche Tourenwagen Masters 2016               |
| 8  | 23 | Nürburgring, Rhineland-Palatinate            | 10 settembre | Deutsche Tourenwagen Masters 2016               |
| 8  | 24 | Nürburgring, Rhineland-Palatinate            | 11 September | Deutsche Tourenwagen Masters 2016               |
| 9  | 25 | Autodromo Enzo e Dino Ferrari, Imola         | 1 ottobre    | ETCC 2016 FFSA GT Championship                  |
| 9  | 26 | Autodromo Enzo e Dino Ferrari, Imola         | 2 ottobre    | ETCC 2016 FFSA GT Championship                  |
| 9  | 27 | Autodromo Enzo e Dino Ferrari, Imola         | 2 ottobre    | ETCC 2016 FFSA GT Championship                  |
| 10 | 28 | Hockenheimring, Baden-Württemberg            | 15 October   | Deutsche Tourenwagen Masters 2016               |
| 10 | 29 | Hockenheimring, Baden-Württemberg            | 16 ottobre   | Deutsche Tourenwagen Masters 2016               |
| 10 | 30 | Hockenheimring, Baden-Württemberg            | 16 ottobre   | Deutsche Tourenwagen Masters 2016               |

## Risultati e classifiche

### Gare
| R. | G. | Circuito                      | Pole position      | Giro veloce         | Pilota vincitore   | Team vincitore        | Rookie vincitore |
| -- | -- | ----------------------------- | ------------------ | ------------------- | ------------------ | --------------------- | ---------------- |
| 1  | 1  | Circuito Paul Ricard          | Lance Stroll       | Lance Stroll        | Lance Stroll       | Prema Powerteam       | Ben Barnicoat    |
| 1  | 2  | Circuito Paul Ricard          | Maximilian Günther | Nick Cassidy        | Callum Ilott       | Van Amersfoort Racing | Guanyu Zhou      |
| 1  | 3  | Circuito Paul Ricard          | Maximilian Günther | Joel Eriksson       | Maximilian Günther | Prema Powerteam       | Joel Eriksson    |
| 2  | 4  | Hungaroring                   | Maximilian Günther | Joel Eriksson       | Ralf Aron          | Prema Powerteam       | Ralf Aron        |
| 2  | 5  | Hungaroring                   | Maximilian Günther | Maximilian Günther  | Maximilian Günther | Prema Powerteam       | Ralf Aron        |
| 2  | 6  | Hungaroring                   | Maximilian Günther | Lance Stroll        | Ben Barnicoat      | HitechGP              | Ben Barnicoat    |
| 3  | 7  | Circuit de Pau-Ville          | Lance Stroll       | Callum Ilott        | Ben Barnicoat      | HitechGP              | Ben Barnicoat    |
| 3  | 8  | Circuit de Pau-Ville          | George Russell     | George Russell      | George Russell     | HitechGP              | Ben Barnicoat    |
| 3  | 9  | Circuit de Pau-Ville          | Alessio Lorandi    | Anthoine Hubert     | Alessio Lorandi    | Carlin                | Joel Eriksson    |
| 4  | 10 | Red Bull Ring                 | Callum Ilott       | Callum Ilott        | Callum Ilott       | Van Amersfoort Racing | David Beckmann   |
| 4  | 11 | Red Bull Ring                 | Lance Stroll       | Sérgio Sette Câmara | Lance Stroll       | Prema Powerteam       | Niko Kari        |
| 4  | 12 | Red Bull Ring                 | Lance Stroll       | Lance Stroll        | Lance Stroll       | Prema Powerteam       | Ben Barnicoat    |
| 5  | 13 | Norisring                     | Lance Stroll       | Callum Ilott        | Lance Stroll       | Prema Powerteam       | Niko Kari        |
| 5  | 14 | Norisring                     | Anthoine Hubert    | Lance Stroll        | Anthoine Hubert    | Van Amersfoort Racing | Anthoine Hubert  |
| 5  | 15 | Norisring                     | Lance Stroll       | Alessio Lorandi     | Lance Stroll       | Prema Powerteam       | Anthoine Hubert  |
| 6  | 16 | Circuit Park Zandvoort        | Nick Cassidy       | Lance Stroll        | Lance Stroll       | Prema Powerteam       | Niko Kari        |
| 6  | 17 | Circuit Park Zandvoort        | Callum Ilott       | Maximilian Günther  | Nick Cassidy       | Prema Powerteam       | Anthoine Hubert  |
| 6  | 18 | Circuit Park Zandvoort        | Maximilian Günther | Lance Stroll        | Maximilian Günther | Prema Powerteam       | David Beckmann   |
| 7  | 19 | Circuito di Spa-Francorchamps | Lance Stroll       | Lance Stroll        | Lance Stroll       | Prema Powerteam       | Ben Barnicoat    |
| 7  | 20 | Circuito di Spa-Francorchamps | George Russell     | George Russell      | George Russell     | HitechGP              | Joel Eriksson    |
| 7  | 21 | Circuito di Spa-Francorchamps | George Russell     | George Russell      | Joel Eriksson      | Motopark              | Joel Eriksson    |
| 8  | 22 | Nürburgring                   | Lance Stroll       | Lance Stroll        | Lance Stroll       | Prema Powerteam       | Ralf Aron        |
| 8  | 23 | Nürburgring                   | Lance Stroll       | Maximilian Günther  | Lance Stroll       | Prema Powerteam       | Joel Eriksson    |
| 8  | 24 | Nürburgring                   | Maximilian Günther | Maximilian Günther  | Maximilian Günther | Prema Powerteam       | Niko Kari        |
| 9  | 25 | Autodromo Enzo e Dino Ferrari | Lance Stroll       | Lance Stroll        | Niko Kari          | Motopark              | Niko Kari        |
| 9  | 26 | Autodromo Enzo e Dino Ferrari | Lance Stroll       | Lance Stroll        | Lance Stroll       | Prema Powerteam       | Joel Eriksson    |
| 9  | 27 | Autodromo Enzo e Dino Ferrari | Lance Stroll       | Lance Stroll        | Lance Stroll       | Prema Powerteam       | Ralf Aron        |
| 10 | 28 | Hockenheimring                | Lance Stroll       | Lance Stroll        | Lance Stroll       | Prema Powerteam       | Ralf Aron        |
| 10 | 29 | Hockenheimring                | Lance Stroll       | David Beckmann      | Lance Stroll       | Prema Powerteam       | Joel Eriksson    |
| 10 | 30 | Hockenheimring                | Joel Eriksson      | Lance Stroll        | Lance Stroll       | Prema Powerteam       | Joel Eriksson    |

### Sistema di punteggio
| Posizione | 1º | 2º | 3º | 4º | 5º | 6º | 7º | 8º | 9º | 10º |
| Punti     | 25 | 18 | 15 | 12 | 10 | 8  | 6  | 4  | 2  | 1   |

### Classifica piloti
(legenda)
| 1                                          | Lance Stroll        | 1   | Rit | 5   | 4   | 8   | 3   | 9   | 4   | 2   | 2   | 1   | 1   | 1   | 2   | 1   | 1   | Rit | Rit | 1   | Rit | 4   | 1   | 1   | 2   | 2   | 1   | 1   | 1   | 1   | 1   | 507   |
| 2                                          | Maximilian Günther  | 5   | Rit | 1   | 5   | 1   | Rit | 3   | 14  | 13  | 3   | 6   | 3   | Rit | 3   | 5   | 4   | 2   | 1   | 2   | 7   | 6   | 2   | 2   | 1   | 12  | Rit | 12  | 2   | 8   | 9   | 320   |
| 3                                          | George Russell      | 3   | 11  | 18  | Rit | 4   | Rit | 4   | 1   | 3   | 5   | 2   | Rit | 3   | 9   | Rit | 7   | 9   | 5   | 5   | 1   | 3   | 3   | Rit | 7   | 4   | 3   | 2   | 7   | 6   | Rit | 264   |
| 4                                          | Nick Cassidy        | 2   | 2   | 2   | Rit | 16  | 9   | 2   | 16  | Rit | 6   | Rit | 10  | 6   | 4   | 6   | 2   | 1   | 2   | 4   | 17  | 5   | 4   | Rit | 5   | 10  | 7   | 8   | 3   | Rit | 4   | 254   |
| 5                                          | Joel Eriksson       | 6   | 9   | 3   | 3   | Rit | 2   | 14  | 9   | 6   | 17  | 14  | 6   | Rit | 5   | Rit | 12  | 10  | 7   | 14  | 2   | 1   | 7   | 3   | 6   | 3   | 2   | 5   | 6   | 2   | 2   | 252   |
| 6                                          | Callum Ilott        | 10  | 1   | 12  | Rit | 9   | 6   | 5   | 3   | 4   | 1   | 4   | 2   | Rit | 7   | 7   | 5   | 3   | 6   | 16  | 5   | Rit | 5   | 7   | 4   | 15  | Rit | 3   | Rit | DSQ | Rit | 226   |
| 7                                          | Ralf Aron           | 7   | Rit | 7   | 1   | 2   | DNS | 13  | 6   | 15  | 9   | 12  | 9   | 4   | 10  | 9   | 14  | 6   | 8   | 8   | 14  | 13  | 6   | 4   | 14  | 7   | 4   | 4   | 4   | 5   | 8   | 166   |
| 8                                          | Anthoine Hubert     | 17  | 8   | 6   | Rit | 13  | 14  | 12  | 7   | 12  | 16  | 10  | 16  | 8   | 1   | 2   | 9   | 4   | 10  | Rit | 4   | 2   | 10  | 5   | 9   | 5   | 6   | 6   | 10  | 7   | 10  | 160   |
| 9                                          | Ben Barnicoat       | 4   | Rit | 11  | 9   | 10  | 1   | 1   | 5   | 11  | 10  | 15  | 5   | 5   | Rit | DSQ | 18  | 8   | 9   | 3   | 11  | 20  | 9   | Rit | 10  | 8   | Rit | 13  | 18  | 9   | 7   | 134   |
| 10                                         | Niko Kari           | 8   | 16  | 15  | 2   | Rit | 8   | 19  | 11  | 8   | 20  | 3   | 8   | 2   | 12  | Rit | 6   | 11  | 11  | 11  | 10  | 7   | 8   | 10  | 3   | 1   | 9   | Rit | 14  | 12  | 13  | 129   |
| 11                                         | Sérgio Sette Câmara | 16  | 5   | 19  | 7   | 5   | 5   | 8   | 2   | Rit | 12  | 8   | 4   | Rit | Rit | 3   | 11  | 17  | 15  | 15  | Rit | 15  | 11  | 8   | 8   | Rit | 15  | 11  | 5   | 14  | 6   | 117   |
| 12                                         | Mikkel Jensen       | 13  | 4   | 4   | 10  | 7   | 11  | 6   | 8   | 5   | 4   | 5   | Rit | 7   | 8   | Rit | 15  | 13  | 12  | Rit | 3   | 9   | 15  | 13  | 17  | 11  | 10  | 7   | Rit | 15  | DNS | 107   |
| 13                                         | Guanyu Zhou         | 14  | 3   | 8   | 8   | 3   | 4   | 11  | Rit | Rit | 13  | 11  | 7   | Rit | 6   | 4   | 16  | 18  | 16  | 17  | 8   | 11  | 12  | 12  | 12  | 6   | 5   | 10  | 11  | 13  | 11  | 101   |
| 14                                         | Alessio Lorandi     | 12  | 6   | 9   | 6   | 6   | 12  | 10  | 15  | 1   | 11  | 9   | 17  | 12  | Rit | 8   | 3   | 5   | 4   | 10  | 13  | 17  |     |     |     |     |     |     |     |     |     | 96    |
| 15                                         | David Beckmann      |     |     |     |     |     |     | 17  | Rit | Rit | 7   | 7   | 12  | 10  | 13  | Rit | 10  | 7   | 3   | 7   | 16  | 10  | 13  | 6   | 13  | Rit | Rit | 9   | 12  | 3   | 18  | 67    |
| 16                                         | Jake Hughes         |     |     |     |     |     |     |     |     |     |     |     |     |     |     |     |     |     |     |     |     |     |     |     |     |     |     |     | 19  | 4   | 3   | 27    |
| 17                                         | Ryan Tveter         | 15  | 7   | Rit | 11  | 11  | DNS | 7   | Rit | 7   | 15  | DNS | DNS | 13  | Rit | 13  | 8   | 14  | 14  | 9   | 9   | 16  |     |     |     |     |     |     |     |     |     | 25    |
| 18                                         | Harrison Newey      | 9   | Rit | 14  | 12  | 12  | 10  | 15  | Rit | 14  | 8   | 16  | 11  | 14  | Rit | 10  | 19  | 12  | 18  | 6   | 12  | 12  | 14  | 11  | 11  | 9   | 8   | Rit | 15  | 18  | 12  | 22    |
| 19                                         | Pedro Piquet        | 11  | 14  | Rit | 13  | 14  | 7   | 20  | Rit | 10  | 19  | Rit | 13  | 9   | Rit | Rit | 13  | 16  | 13  | 18  | 6   | 14  | 17  | 9   | 15  | Rit | 12  | 14  | 16  | 17  | 15  | 19    |
| 20                                         | Nikita Mazepin      | 19  | 12  | 10  | EX  | Rit | 13  | 16  | 13  | Rit | 14  | 17  | 14  | 11  | 11  | 11  | 17  | 15  | 17  | 12  | Rit | 8   | 16  | 14  | 16  | 13  | 11  | 15  | 8   | 10  | Rit | 10    |
| 21                                         | Arjun Maini         | Rit | 13  | 16  | 14  | 15  | 15  | 18  | 10  | 9   | Rit | Rit | 18  |     |     |     |     |     |     |     |     |     |     |     |     |     |     |     |     |     |     | 3     |
| 22                                         | Raoul Hyman         | 18  | 10  | 13  |     |     |     |     |     |     |     |     |     |     |     |     |     |     |     |     |     |     |     |     |     |     |     |     |     |     |     | 1     |
| 23                                         | Zhi Cong Li         | 20  | 15  | 17  | 15  | Rit | 16  | Rit | 12  | Rit | 18  | DNS | DNS |     |     |     |     |     |     |     |     |     |     |     |     |     |     |     |     |     |     | 0     |
| 24                                         | William Buller      |     |     |     |     |     |     |     |     |     |     |     |     | Rit | Rit | 12  |     |     |     |     |     |     |     |     |     |     |     |     |     |     |     | 0     |
| 25                                         | Weiron Tan          |     |     |     |     |     |     |     |     |     | Rit | 13  | 15  |     |     |     | 20  | 19  | Rit | Rit | 15  | 18  |     |     |     |     |     |     |     |     |     | 0     |
| 26                                         | Ukyo Sasahara       |     |     |     |     |     |     |     |     |     |     |     |     |     |     |     |     |     |     | 13  | Rit | 19  |     |     |     | Rit | 13  | Rit |     |     |     | 0     |
| 27                                         | Wing Chung Chang    |     |     |     |     |     |     |     |     |     |     |     |     |     |     |     |     |     |     |     |     |     |     |     |     | 14  | 14  | 16  | 17  | 19  | 17  | 0     |
| Piloti ospiti (non possono ottenere punti) |                     |     |     |     |     |     |     |     |     |     |     |     |     |     |     |     |     |     |     |     |     |     |     |     |     |     |     |     |     |     |     |       |
|                                            | Alexander Sims      |     |     |     |     |     |     |     |     |     |     |     |     |     |     |     |     |     |     |     |     |     |     |     |     |     |     |     | 9   | 11  | 5   | 0     |
|                                            | Dan Ticktum         |     |     |     |     |     |     |     |     |     |     |     |     |     |     |     |     |     |     |     |     |     |     |     |     |     |     |     | 13  | 20  | 14  | 0     |
|                                            | Lando Norris        |     |     |     |     |     |     |     |     |     |     |     |     |     |     |     |     |     |     |     |     |     |     |     |     |     |     |     | Rit | 16  | 16  | 0     |
| Pos.                                       | Pilota              | LEC | LEC | LEC | HUN | HUN | HUN | PAU | PAU | PAU | RBR | RBR | RBR | NOR | NOR | NOR | ZAN | ZAN | ZAN | SPA | SPA | SPA | NÜR | NÜR | NÜR | IMO | IMO | IMO | HOC | HOC | HOC | Punti |

### Classifica Rookie
| Pos. | Pilota          | LEC | LEC | LEC | HUN | HUN | HUN | PAU | PAU | PAU | RBR | RBR | RBR | NOR | NOR | NOR | ZAN | ZAN | ZAN | SPA | SPA | SPA | NÜR | NÜR | NÜR | IMO | IMO | IMO | HOC | HOC | HOC | Punti |
| ---- | --------------- | --- | --- | --- | --- | --- | --- | --- | --- | --- | --- | --- | --- | --- | --- | --- | --- | --- | --- | --- | --- | --- | --- | --- | --- | --- | --- | --- | --- | --- | --- | ----- |
| 1    | Joel Eriksson   | 6   | 9   | 3   | 3   | Ret | 2   | 14  | 9   | 6   | 17  | 10  | 6   | Ret | 5   | Ret | 12  | 10  | 7   | 14  | 2   | 1   | 7   | 3   | 6   | 3   | 2   | 5   | 6   | 2   | 2   | 470   |
| 2    | Ralf Aron       | 7   | Ret | 7   | 1   | 2   | DNS | 13  | 6   | 15  | 9   | 13  | 9   | 5   | 10  | 9   | 14  | 6   | 8   | 8   | 14  | 13  | 6   | 4   | 14  | 7   | 4   | 4   | 4   | 5   | 8   | 418   |
| 3    | Anthoine Hubert | 17  | 8   | 6   | Ret | 13  | 14  | 12  | 7   | 12  | 12  | 11  | 16  | 8   | 1   | 2   | 9   | 4   | 10  | Ret | 4   | 2   | 10  | 5   | 9   | 5   | 6   | 6   | 10  | 7   | 10  | 392   |
| 4    | Ben Barnicoat   | 4   | Ret | 11  | 9   | 10  | 1   | 1   | 5   | 11  | 10  | 15  | 5   | 6   | Ret | DSQ | 18  | 8   | 9   | 3   | 11  | 20  | 9   | Ret | 10  | 8   | Ret | 13  | 18  | 9   | 7   | 342   |
| 5    | Niko Kari       | 8   | 16  | 15  | 2   | Ret | 8   | 19  | 11  | 8   | 20  | 4   | 8   | 2   | 12  | Ret | 6   | 11  | 11  | 11  | 10  | 7   | 8   | 10  | 3   | 1   | 9   | Ret | 14  | 12  | 13  | 340   |
| 6    | Guanyu Zhou     | 14  | 3   | 8   | 8   | 3   | 4   | 11  | Ret | Ret | 14  | 12  | 7   | Ret | 6   | 4   | 16  | 18  | 16  | 17  | 8   | 11  | 12  | 12  | 12  | 6   | 5   | 10  | 11  | 13  | 11  | 304   |
| 7    | David Beckmann  |     |     |     |     |     |     | 17  | Ret | Ret | 7   | 7   | 12  | 10  | 13  | Ret | 10  | 7   | 3   | 7   | 17  | 10  | 13  | 6   | 13  | Ret | Ret | 9   | 12  | 3   | 18  | 221   |
| 8    | Harrison Newey  | 9   | Ret | 14  | 12  | 12  | 10  | 15  | Ret | 14  | 8   | 16  | 11  | Ret | Ret | 10  | 19  | 12  | 18  | 6   | 12  | 12  | 14  | 11  | 11  | 9   | 8   | Ret | 15  | 18  | 12  | 202   |
| 9    | Nikita Mazepin  | 19  | 12  | 10  | EX  | Ret | 13  | 16  | 13  | Ret | 15  | 17  | 14  | 11  | 11  | 11  | 17  | 15  | 17  | 12  | Ret | 8   | 16  | 14  | 16  | 13  | 11  | 15  | 8   | 10  | Ret | 171   |
| 10   | Ukyo Sasahara   |     |     |     |     |     |     |     |     |     |     |     |     |     |     |     |     |     |     | 13  | Ret | 19  |     |     |     | Ret | 13  | Ret |     |     |     | 12    |

### Classifica Team
Prima di ogni evento, soltanto due piloti per ogni team sono stati nominati per conquistare punti per la classifica dei team.
| Pos | Team                        | Punti |
| --- | --------------------------- | ----- |
| 1   | Prema Powerteam             | 780   |
| 2   | HitechGP                    | 499   |
| 3   | Motopark                    | 431   |
| 4   | Van Amersfoort Racing       | 416   |
| 5   | kfzteile24 Mücke Motorsport | 297   |
| 6   | Carlin                      | 238   |
| 7   | Threebond with T-Sport      | 32    |